# Bruden från Messina

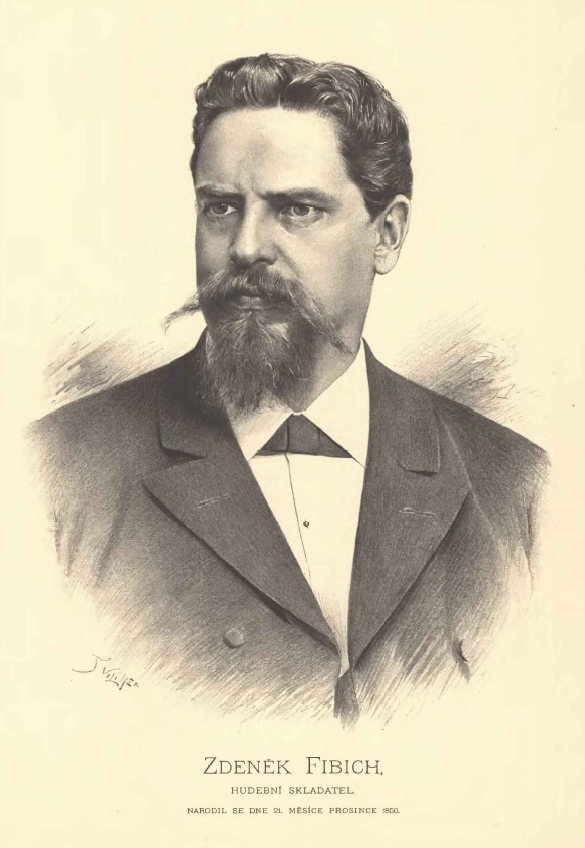
Zdeněk Fibich

Bruden från Messina (Tjeckiska: Nevěsta messinská) är en tjeckisk opera i tre akter med musik av Zdeněk Fibich och libretto av Otakar Hostinský efter Friedrich von Schillers tragedi Die Braut von Messina (1803).

## Historia
Strax efter att ha avslutat operan Blaník (1877) övervägde Fibich en ny opera. Han inspirerades av Richard Wagners skrifter om musikdramat och särskilt de teoretiska diskussionerna om Wagner och Smetana han hade med sin vän Otakar Hostinský, en musikteoretiker och kritiker som arbetade som docent i estetik vid Karlsuniversitetet sedan 1877 och som samarbetade med Fibich på historiska konserter. I sin forskning utvecklade och främjade Hostinský Wagners idéer om förhållandet mellan drama och musik och försökte tillämpa dessa principer på tjeckiska förhållanden. I detta sammanhang behandlade Hostinský inte bara Wagners teorier utan också principerna för tjeckisk deklamation, som han publicerade i en studie i tidskriften Dalibor 1882 som också resulterade i boken Om tjeckisk musikdeklamation (1886).
Fibich höll med Hostinský om att opera i första hand var ett drama, så han bad Hostinský om ett libretto på vilket dessa teorier kunde omsättas i praktiken och en ny typ av opera skapas, med Hostinskýs ord "utan några eftergifter till operatraditionen ". Hostinský hade tidigare samarbetat med kompositören angående litteratur; han redigerade librettot till Fibichs första opera Bukovín (1874), men ansåg sig själv inte vara en författare. Det var därför idén föddes att skriva ett libretto utifrån den färdiga texten till den tyske dramatikern Friedrich Schillers tragedi Die Braut von Messina. Texten hade attraherat Fibich tidigare; 1873 bad han först Eliška Krásnohorská om ett libretto över detta ämne innan de slutligen bestämde sig för Blaník. Hostinskýs bearbetning, som huvudsakligen består av en översättning och den mest nödvändiga dramatiska bearbetningen av det ursprungliga dramat, gjorde Fibichs Bruden från Messina till den första representanten för den "litterära opera"-typen i tjeckisk musik och en av de första sådana operorna i allmänhet.
Arbetet med operan tog tonsättaren ett drygt år; enligt hans egna uppteckningar började den på nyårsdagen 1882, och instrumenteringen var klar i februari 1883. Fibich deltog med operan i en tävling för Nationalteaterns invigning 1881. Han vann förstapriset värt 1 000 guld inom seriös opera (Karel Bendls Škréta och Karel Kovařovics Ženichové vann inom komisk opera) och en garanti att få operan framförd. Premiären av operan ägde rum den 28 mars 1884 och var lovande, responsen från publiken var mycket positiv. Å andra sidan var den kritiska responsen blandad och med uttryck som "wagnersk" och "germansk". Enligt vissa kritiker "glömdes sången bort på grund av själva deklamationen", den konsekvent tragiska tonen verkade som en "grå teckning mot en svart bakgrund". Praktiskt taget endast Emanuel Chvála ansåg att operan var en grundläggande konstnärlig handling. Operan blev måltavla för urskillningslös satir: Humortidskriften Paleček, beskrev den som "Malér messinský" och publiken kallade den hånfullt "Mässingsbruden" (från tyskans Messing = mässing).
Under inflytande av denna polemik misslyckades operan ganska snart. Bruden från Messina var i princip det enda större verk av Fibich som inte togs emot positivt under hans livstid. Säsongen 1884/85 ägde totalt fem föreställningar rum, två i oktober 1885 och en föreställning 1888, vilket inte var mycket med tanke på det seriösa konstnärliga arbetet som låg bakom. Fibich försökte dra teoretiska lärdomar av sitt misslyckande, och på vägen mot att befria ordet i musikdramatik från konventionella sångkrav nådde han melodraman i trilogin Hippodamia (1889-91), och vände sig sedan till en mer lyrisk opera med betoning på 1800-talets melodier, men behöll lärdomarna av dramatiska deklamationer som erhållits i Bruden från Messina.
Klaverutdraget med texten publicerades av Musical Matrix 1884, hela partituret med rösterna.

## Verkanalys

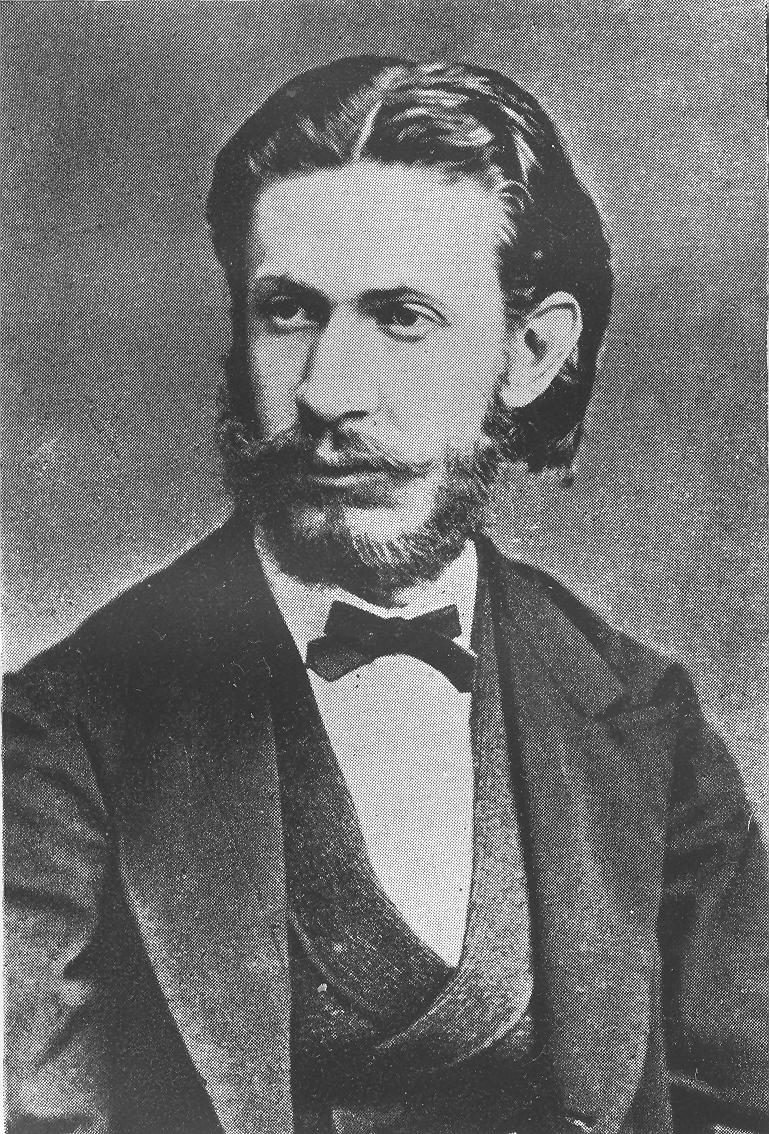
Librettisten Otakar Hostinský

Schillers verk skrevs 1802-03. Det var ett försök av poeten att återvända till det antika dramats former och material, vars mest framträdande bevis var involveringen av en kör som kommenterade handlingen; även temat hänsynslöshet och förkrossande öde finns i uråldriga tragedier. Bland Schillers dramatiska verk rankades inte "Bruden från Messina" bland de mest framgångsrika på grund av omfattande monologer, men körens dramatiska struktur och engagemang gör den lämplig för operabearbetningar. Före Fibich var det bara den italienske kompositören Nicola Vaccai som hade tonsatt "Bruden från Messina" 1839 (La sposa di Messina). En av Fibichs tidiga idoler, Robert Schumann, skrev en ouvertyr med samma namn, Op. 100 (1850-51).
Otakar Hostinský översatte tragedin till ett ganska modernt och icke-litterärt språk för sin tid. Samtidigt översatte han, i enlighet med sina principer, de flesta verserna orimmade, för att ge plats åt oregelbundna, naturliga avsnitt av tal. Först i spända, lyriska ögonblick lämnade han rimmen. Under pjäsens bearbetning utförde han de nödvändiga dramaturgiska ingrepp som huvudsakligen bestod i förkortningar. Mindre viktiga data utelämnades, handlingen förtydligades, de två sista akterna slogs samman till en och det mesta av deras text (630 verser av 807) raderades för att påskynda handlingen. Ingrepp i berättelsens konstruktion och karaktärernas egenskaper ledde till en större lyrikversion av verket. Det viktiga var förändringen av körens roll (vars text genomgick en avsevärd minskning) från att bara vara kommentator enligt gammal tradition till en aktiv faktor i berättelsen.
Zdeněk Fibich höll sig konsekvent till Hostinskýs teoretiska bakgrund: i operan finns ingen uppenbar skillnad mellan aria och recitativ , utan en mjuk svängning mellan de två polerna motsvarar den övergripande uppsättningen det Wagnerska kravet på en jämn musikström, men till skillnad från strikt Wagnerianism undviker han inte körer och ensembler. Båda författarnas uttalade exempel var Glucks ackompanjerade recitativ. Men både mer lyriska monologer och flytande dialoger kännetecknas av felfri tjeckisk deklamation, vilket var ett undantag för tjeckiska tonsättare; Fibich själv syndade mot dessa principer i tidigare operor. Fibich ska dock ha klagat på att han under komponerandet var tvungen att undertrycka den "musikaliska andan", som ville "bryta banden till den kallt deklamatoriska stilen." Ändå sticker vissa delar av partituret ut och tolkas separat: Manuels bekännelse av den vita duvan, Beatrices aria "Åh, varför lämnade jag min cell", Don Caesars kärlekssång "Var har du gömt dig så länge?", Isabellas "välkommen dotter Min söta baby!", den tragiska kören "I sorgens dräkt" och den mest kända delen av partituret, sorgmarschen för Don Manuel i akt III, som påminner om "Siegfrieds sorgmarsch" i Ragnarök.
Efter Wagners exempel arbetade Fibich rikt med karaktäristiska motiv som har både individuella karaktärer (Isabela, Beatrice, Manuel, César, Diego) och karaktäristiska handlingsmoment (kärlek, jakt, försoning) i musikaliska syften. Temat öde är av särskild vikt. Dess tolkning är inte enhetlig: vissa betraktar ödet i operan inte som en övernaturlig makt, utan som ett resultat av händelser, som det logiska resultatet av omständigheterna och karaktären hos skådespelarna.
Huruvida Bruden från Messina är "den mest Wagnerska" av Fibichs operor i allmänhet (denna åsikt delas av t.ex. av Kaminsky) är tveksamt; snarare Hostinskys mest specifika tolkning av Wagner. Enligt Jiránek är kompositörens Šárka "den mest wagnerska opera", som ansågs vara "den renaste" i slutet av 1800-talet.
Båda författarnas mål var en "stor tragisk opera" som skulle kontrastera i storlek och storhet med samtida individers litenhet och elände, särskilt samtida politiska händelser. Till detta hör verkets huvudsakliga egenskaper, stilistisk regler och strama konstruktion. Inom området för tragisk opera har Bruden från Messina en obestridlig företräde inom tjeckisk musik, såväl som tron att detta är en milstolpe inom tjeckisk opera. Denna konsekventa form av "tragedi utan katarsis", som tillåter "inget ljus, inget ljus", väckte beundran hos vissa för "konstnärlig oförhandlingsbarhet och oräddhet i kampen för höga mål", medan den hos andra ansågs som "ensträngad tragedi" och publiken fann dem oftast rätt. Enligt Jiří Kopecký, har "bruden inte accepterats av publiken hittills", men Piotr Kaminski menar att "hennes tragiska kraft inte har förlorat någonting under åren och verket fungerar beundransvärt på scenen".

## Personer
- Donna Isabella (kontraalt)
- Don Manuel (baryton)
- Don César (tenor)
- Diego (basstämma)
- Béatrice (sopran)
- Cayetan (bas)
- Bohemund (tenor)

## Handling
Donna Isabella, regerande prinsessa av Messina, försöker nå försoning mellan sina två stridande söner Manuel och César. Båda har förälskat sig i samma flicka, Béatrice, som nu befinner sig i ett kloster. Efter att César i svartsjuka har dödat sin bror visar det sig att flickan de båda älskar är deras sedan länge försvunna syster. César begår självmord.